# 三千字解音
三千字解音（越南语：／），是越南的漢喃雙語辭書。辭書以四言詩歌的形式列出3000個漢字及其對應的喃字，國語字普及後也出現了用國語字增註讀音的版本。自成書以來，《三千字解音》被廣泛地應用在在越南的漢字教學中，是漢喃雙語書籍中版本最多流傳最廣的書籍之一。

## 版本
據考證，《三千字解音》的作者是越南後黎朝、西山朝、阮朝時期的學者吳時任，大約成書於18世紀末。 《三千字解音》版本豐富，其原本藏於漢喃研究院，編號為AB19。原本共49頁，書皮中間有書名《三千字觧音》，右邊寫有印刷年代「皇朝辛卯年孟秋上浣新刊」，左邊寫有印刷地點即「富文堂藏版」。原本沒有序，正文前有「自學纂要」四個漢字。全書每頁分5欄，每欄有11個漢字大字，旁邊用小字書寫同義的越南語喃字。末頁的最後一欄寫有「天子萬年」和「三千字書成」。原書第1789至1800字和第1801至1812字重複，因此共有3012個漢字。
20世紀以來，又出現了《三千字解音》的國語字譯本，在漢字、喃字後增註對應的國語字讀音。帶國語字的版本給予只通曉國語字的讀者學習漢字和喃字的途徑，增強了《三千字解音》的價值。 1945年越南民主共和國成立後全面推行國語字教育，但《三千字解音》由於自身優勢，仍然被反复翻印出版，這在漢喃雙語辭書中並不多見。此外，20世紀早期還存在過法語版，有漢字、喃字、國語字和法文，但隨著法語在越南地位的衰落而逐漸式微。
受《三千字解音》影響，體例類似但收字數量不同的辭書如《千字文解音》、《五千字解音》也陸續問世，但並不如《三千字解音》那麼流行。 《千字文解音》包含1000個漢字，更加適合兒童入門。其可能編纂於19世紀末，作者可能為武國珍。 《五千字解音》包含5000個漢字，其中不乏非常用漢字。和其他兩本辭書不同，《五千字解音》將全書的字分成38個類別，更加有條理。

## 特點
古代越南人通常採用背誦辭書的方法學習漢字，因此越南的漢喃辭書通常使用詩歌的形式編纂，使其更有音律感。《嗣德聖制字學解義歌》使用六八體編寫，而《三千字解音》則使用四言體例，前一句末字和後一句第二字押韻，韻腳平仄交錯。三千字解音將兩個意義相關的漢字排在一起，如「天地」、「子孫」等等，每個漢字後面跟著一個喃字釋義，一對漢字和其對應的喃字便構成了一句四言詩。下表展示了該書前四句以及國語字注音，押韻的字加粗顯示：
| 序號 | 原文     | 國語字註音         |
| ---- | -------- | ------------------ |
| 1    | 天𡗶地𡐙 | Thiên trời địa đất |
| 2    | 舉拮存群 | Cử cất tồn còn     |
| 3    | 子𡥵孫𡥙 | Tử con tôn cháu    |
| 4    | 六𦒹三𠀧 | lục sáu tam ba     |

為了押韻，辭書中多義漢字的意義不得不被簡化，甚至選用了不常用甚至是錯誤的意義。另外辭書並無法以部首或是聲韻順序排列，檢索漢字較為困難。為了彌補這些缺陷，20世紀出版的國語字注音《三千字解音》增添了對多義字的註解。而法語版《三千字解音》也附有按照法文釋義字母順序排列的檢索表。